# Факторы роста
Факторы роста — это естественные соединения, способные стимулировать рост, пролиферацию и/или дифференцировку живых клеток. Как правило, это пептиды или стероидные гормоны. Факторы роста функционируют как сигнальные молекулы для взаимодействия между клетками. Примерами являются цитокины и гормоны, связываемые специфическими клеточными рецепторами. Итальянский нейробиолог Рита Леви-Монтальчини за открытие факторов роста, в частности, фактора роста нервов, получила вместе с Стэнли Коэном Нобелевскую премию по физиологии и медицине 1986 года. Другими широко известными факторами роста являются эритропоэтин и инсулиноподобный фактор роста 1.

## Использование в медицине
В последние два десятилетия факторы роста все чаще используются в лечении гематологических и онкологических заболеваний и сердечно-сосудистых заболеваний, как:
- нейтропения
- миелодиспластический синдром (MDS)
- лейкозы
- апластическая анемия
- пересадка костного мозга
- ангиогенез сердечно-сосудистых заболеваний